# Trichocosmia demacula
Trichocosmia demacula là một loài bướm đêm trong họ Noctuidae.